# Ctenochaetus striatus
Ctenochaetus striatus · Poisson-chirurgien strié, Poisson-chirurgien noir
Espèce
Statut de conservation UICN

 LC  : Préoccupation mineure
Ctenochaetus striatus, communément nommé Poisson-chirurgien strié, est une espèce de poissons marins de la famille des Acanthuridae.
Le Poisson-chirurgien strié est présent dans les eaux tropicales de la région Indo-Pacifique; l'archipel d'Hawaii, les îles Marquises et l'île de Pâques sont exclus.
Sa taille maximale est de 24 cm mais la taille généralement observée est de 18 cm .

## Morphology
It has an oval body, compressed laterally. The mouth is small, protractile and located at the bottom of the head. Juveniles are more rounded in shape.
The base colour of adults is dark olive-brown, with a pattern of light, horizontal, mostly parallel stripes covering the body. The head is mottled with orange spots. The pectoral fins are yellowish, the ventral fins are brown, and the caudal fin is brown, with the anterior part pale. Juveniles have a pattern of 8-12 pale stripes.

## Synonymes taxonomiques
- Acanthurus argenteus Quoy & Gaimard, 1825
- Acanthurus ctenodon Valenciennes, 1835
- Acanthurus flavoguttatus Kittlitz, 1834
- Acanthurus ketlitzii Valenciennes, 1835
- Acanthurus kettlitzii Valenciennes, 1835
- Acanthurus striatus Quoy & Gaimard, 1825
- Acronurus argenteus (Quoy & Gaimard, 1825)
- Ctenodon ctenodon (Valenciennes, 1835)
- Ctenodon cuvierii Swainson, 1839